# Трионоопашат гущер
Трионоопашатите гущери (Holaspis guentheri) са вид влечуги от семейство Гущерови (Lacertidae).
Разпространени са в Централна и Западна Африка.
Таксонът е описан за пръв път от британския зоолог и филателист Джон Едуард Грей през 1863 година.